# Sledge, Mississippi
Sledge là một thành phố thuộc quận Quitman, tiểu bang Mississippi, Hoa Kỳ. Năm 2010, dân số của thành phố này là 545 người.

## Dân số
- Dân số năm 2000: 529 người.
- Dân số năm 2010: 545 người.